# Rana cascadae
Rana cascadae es una especie de anfibio anuro de la familia Ranidae.

## Distribución geográfica
Esta especie es endémica del oeste de los Estados Unidos. Se encuentra generalmente por encima de 1000 m de altitud:
- en el noroeste de California;
- en el oeste de Oregon;
- en el oeste del estado de Washington.[5]

## Descripción
Rana cascadae mide de 44 a 75 mm para las hembras y hasta 58 mm para los machos.

## Etimología
Su nombre proviene de su área de distribución situada en parte en la Cordillera de las Cascadas.

## Publicación original
- Slater, 1939 : Description and life-history of a new Rana from Washington. Herpetologica, vol. 1, n.º 6, p. 145-149.[6]